# Bramsnæs
Bramsnæs est une ancienne municipalité de l'amt de Roskilde, dans l'est du Danemark.